# Eratigena inermis
Tégénaire pyrénéo-cantabrique
Espèce
Synonymes
- Tegenaria inermis Simon, 1870

Eratigena inermis, la Tégénaire pyrénéo-cantabrique,  est une espèce d'araignées aranéomorphes de la famille des Agelenidae.

## Distribution
Cette espèce se rencontre dans le Sud de la France, dans le Nord de l'Espagne et dans le Nord du Portugal, dans les Pyrénées, dans la cordillère Cantabrique et dans le Massif galicien, ainsi que dans les contreforts de ces montagnes,.

## Description
Le mâle syntype mesure 12 mm.
La carapace du mâle décrit par Bolzern, Burckhardt et Hänggi en 2013 mesure 4,75 mm de long sur 3,34 mm et l'abdomen 5,10 mm de long sur 2,92 mm et la carapace des femelles de 5,42 à 5,68 mm de long sur de 3,73 à 3,91 mm et l'abdomen de 6,10 à 8,61 mm de long sur de 3,70 à 5,64 mm.
L'espèce possède un habitus très particulier, facile à reconnaître au moins en ce qui concerne la femelle et ses pattes annelées de sombre.

## Systématique et taxinomie
Cette espèce a été décrite sous le protonyme Tegenaria inermis par Simon en 1870. Elle est placée dans le genre Eratigena par Bolzern, Burckhardt et Hänggi en 2013.
Cette araignée peut être appelée en français Tégénaire pyrénéo-cantabrique.

## Publication originale
- Simon, 1870 : « Aranéides nouveaux ou peu connus du midi de l'Europe. » Mémoires de la Société Royale des sciences de Liège, sér. 2, vol. 3, p. 271-358 (texte intégral).